# Volkswagen Fox
No debe confundirse con Audi Fox.
El Volkswagen Fox fue originalmente un automóvil de turismo con carrocerías sedán  dos y cuatro puertas, así como una rural de dos puertas basado en el Volkswagen Gol/Voyage para el mercado de América del Norte entre 1987-1999. Contaba con un motor delantero longitudinal con tracción delantera.
Posteriormente llegaría un nuevo vehículo que utilizaría este nombre pero esta vez en vez de ser un sedán pasa a ser un urbano del segmento B producido por la subsidiaria del fabricante alemán Volkswagen en Brasil y Argentina, exportado también a México, Centroamérica y Sudamérica y a Europa (solo la versión de 3 puertas, 4 plazas) desde el año 2005. El Fox tiene tracción delantera y  motor delantero transversal, que se produce en versiones hatchback de tres y cinco puertas y familiar de cinco puertas. Su altura de 1545 mm es superior a la de la mayoría de sus rivales, y cercana a la de modelos como los Citroën C3, Honda City, Mitsubishi Colt y Nissan Micra.

## Volkswagen Fox 1987-1993
El Fox era una variante del Gol/ Gacel/ Voyage/ Senda fabricado por Volkswagen Brasil y comercializado por Volkswagen en América del Norte como un nivel de entrada subcompacto de 1987 a 1993.

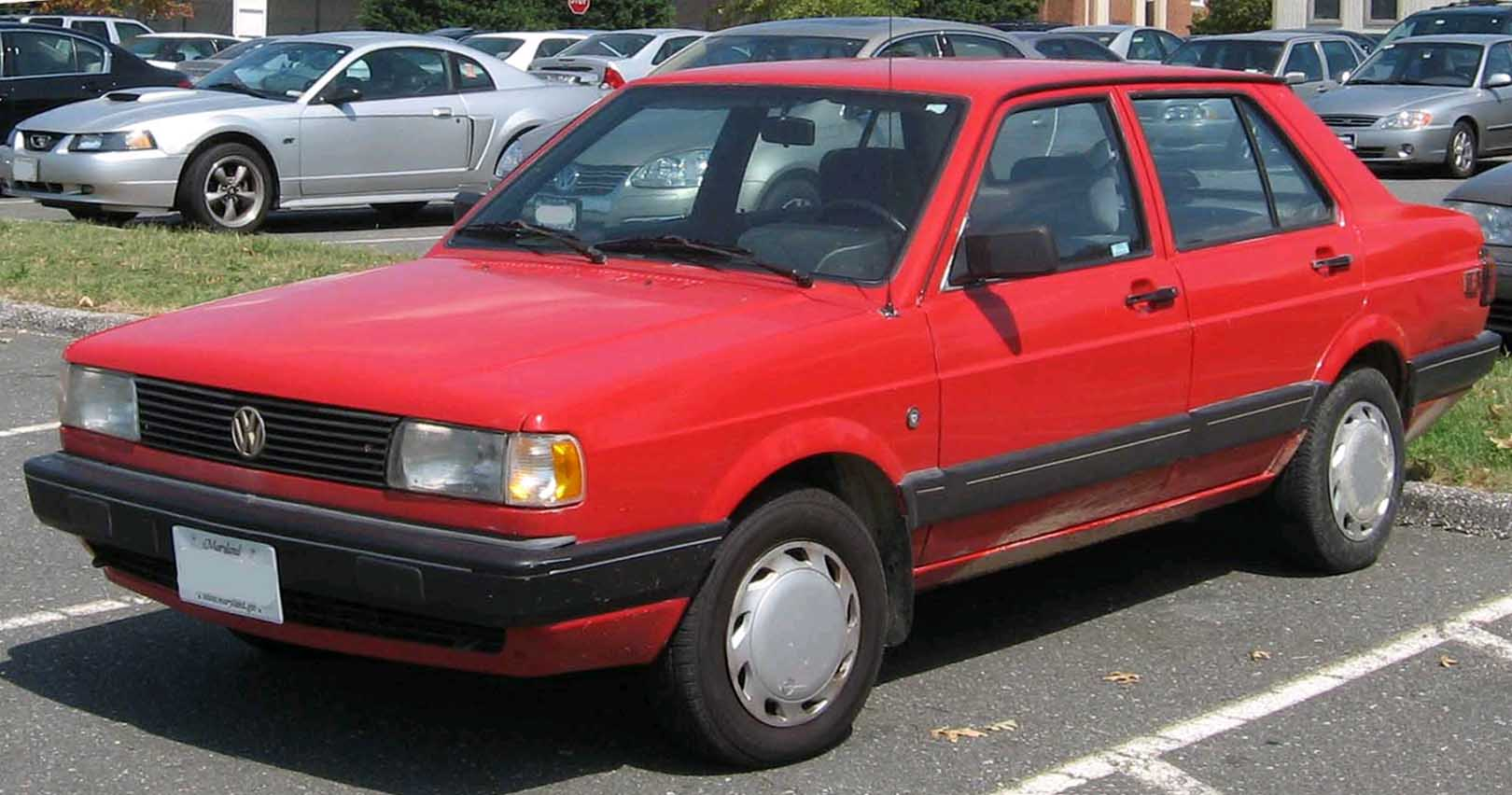
Volkswagen Fox 1987 para el mercado de América del Norte

## El Fox en Hispanoamérica (2003-2021)
En el mercado hispanoamericano, el Fox es un cinco plazas que se posiciona entre los otros dos modelos del segmento B de la marca, el Volkswagen Gol y el Volkswagen Polo. Sus rivales principales eran los Chevrolet Agile, Fiat Palio, Ford Fiesta One, Renault Clio, Citroën C3 y el Peugeot 207

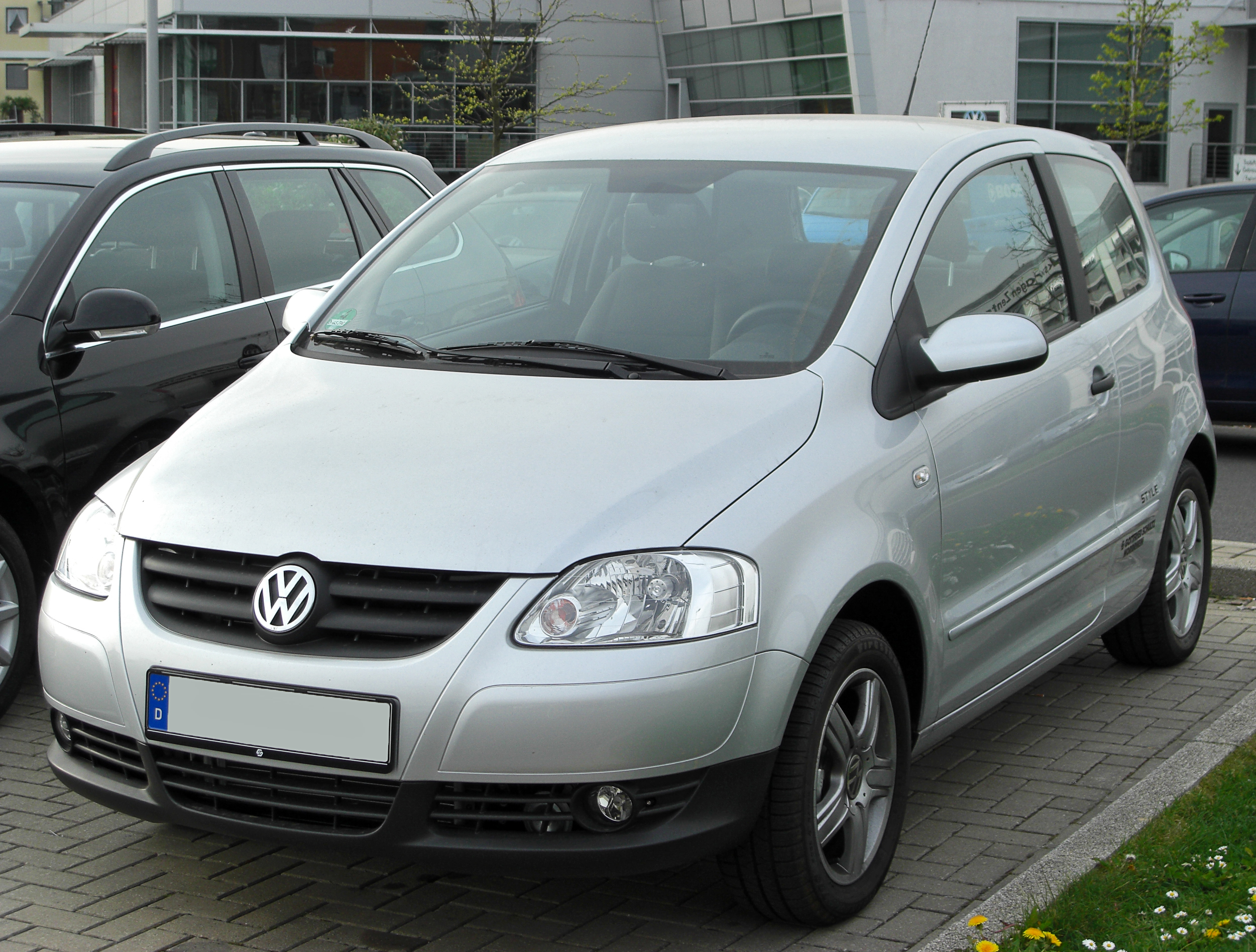
Volkswagen Fox (2003)

Se fabrico inicialmente con motores de gasolina y bicombustible gasolina/etanol atmosféricos de cuatro cilindros en línea, uno de 1.0 litros de cilindrada y 73 CV, y uno de 1.6 litros y 98 CV de potencia máxima que posteriormente se actualizó (en su segunda generación) a 101cv en Brasil, y en el Fox de tercera generación el motor evolucionó a un 1.6 de 110cv MSI. El único motor diésel es un cuatro cilindros en línea de 1.9 litros y 64 CV, atmosférico y con inyección directa. Las tres opciones de motorización tienen dos válvulas por cilindro y están asociadas a una caja de cambios de cinco marchas.
El Fox fue comercializado en México bajo el nombre de Volkswagen Lupo, para evitar referencias al expresidente Vicente Fox Quesada. Según el nivel de equipamiento, el Fox podía tener antibloqueo de frenos, airbags frontales, sistema de sonido con entrada para iPod y USB y regulación longitudinal del asiento trasero. Este último elemento permite variar la capacidad de baúl de 260 a 353 litros. En México solo se siguió vendiendo este auto en la versión CrossFox hasta el año 2017.

### Cesvi Argentina
El Centro de Experimentación y Seguridad Vial Argentina realizó una serie de pruebas de choques al Suran, las cuales arrojaron fallos de seguridad en el modelo. En un choque a 15 km/h, los airbags se desplegaron y los seguros de las puertas no se desbloquearon. Desde la propia empresa que realizó la investigación se publicó una nota en la que se recomendaba a los usuarios de los 10 000 Suran vendidos hasta este momento en Argentina que acudieran a revisión para comprobar si este fallo se reproducía. Desde la propia Volkswagen Argentina no se respondió a esta nota ni se comunicó ningún tipo de aviso sobre si este fallo estaba controlado o revisado.

## Variantes

### Suran
La versión familiar del Fox se comenzó a fabricar en General Pacheco, Argentina en el año 2006. Se denomina Suran en Argentina, Chile y Uruguay; SpaceFox en Brasil y Venezuela; SportVan en México; y Fox Plus en Argelia.

Su voladizo trasero fue alargado en 360 mm con respecto al hatchback. Esto le otorga mayor espacio en el maletero y/o las plazas traseras. Debido a su altura de 1575 mm, ligeramente mayor a la del Fox a causa de las barras de techo, se encuentra a medio camino entre un familiar y un monovolumen. Con esto, se intenta que los pasajeros se sienten algo más erguidos que en los familiares, para aprovechar mejor el espacio vertical, pero evitar una posición sentada e incómoda.

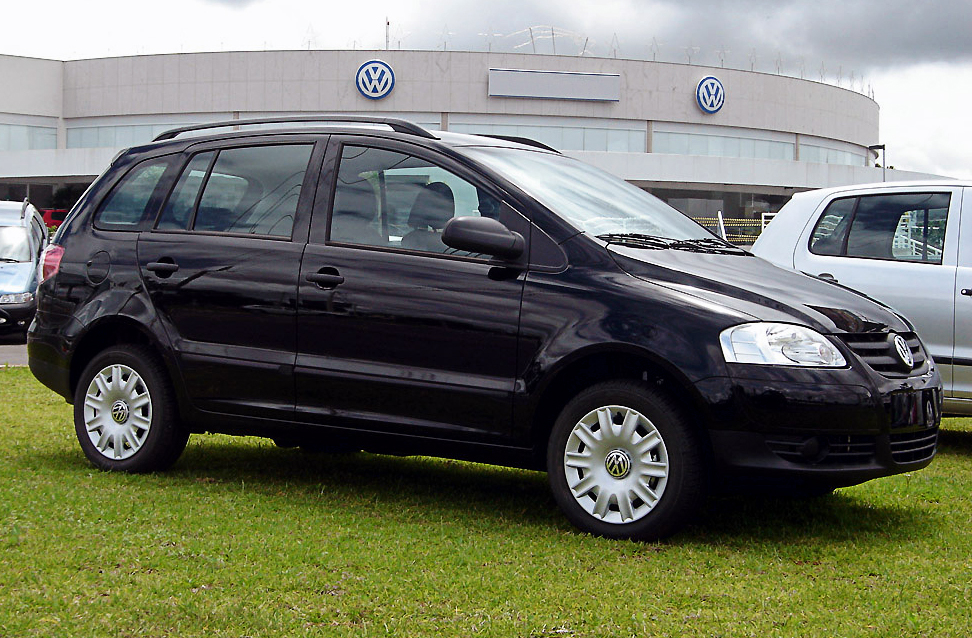
Volkswagen Suran.

Por tanto, el Suran compite tanto con monovolúmenes tradicionales, básicamente los Fiat Idea y Chevrolet Meriva como con familiares tales como los Fiat Palio Weekend y Peugeot 206 SW. Su maletero es apenas mayor al de los monovolúmenes y similar al de los familiares, debido a su voladizo trasero más largo.
Un prototipo presentado en el Salón del Automóvil de San Pablo de 2006 combinaba la carrocería familiar del Suran con el aspecto todoterreno del CrossFox. Puesto a la venta, se denominó "Suran Cross" en Argentina y SpaceCross en Brasil.
En 2010 se descontinuó la versión diésel SDi con el restyling practicado en el frontal y culata.
A fines de 2018, Volkswagen Argentina confirmó que a inicios de 2019 el Suran se dejaría de producir en la planta de General Pacheco, Provincia de Buenos Aires, terminando así con la vida del modelo.

### CrossFox

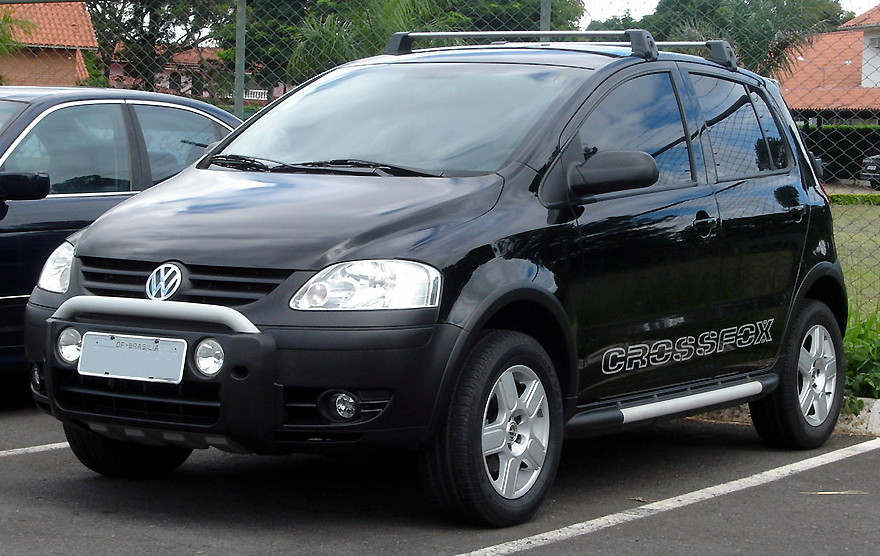
Volkswagen CrossFox 2005.

Existía una versión del Fox con aspecto de automóvil todoterreno denominada CrossFox, lanzada al mercado en 2005. Poseía carrocería hatchback de cinco puertas, tracción delantera, suspensión reforzada con mayor despeje al piso, y accesorios similares a los encontrados en todoterrenos.
Con su suspensión elevada y el consecuente mayor despeje, incrementa su altura en 53 mm en comparación con el modelo Fox. De este modo se obtiene una posición de manejo más elevada.
Entre los automóviles de la misma categoría se encuentran modelos tales como el Ford EcoSport (disponible con tracción en las cuatro ruedas), el Ford Fiesta Trail, el Citroën C3 X-TR, el Fiat Idea Adventure, el Peugeot 206 SW Escapade y el Fiat Palio Adventure. Por el momento sólo se vende en América, habiéndose argumentado que la falta de exportaciones a Europa y otros mercados se debe al tipo de cambio de la moneda brasileña.

## El Fox en Europa

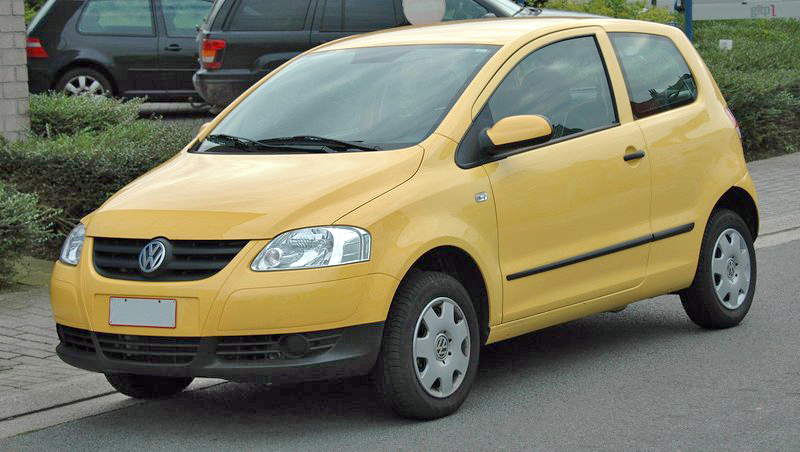
Fox 1.2/1.4 (Alemania).

El Fox fue lanzado en varios mercados europeos en 2005, reemplazando al anticuado y costoso modelo del segmento A, el Volkswagen Lupo, como el modelo de entrada de gama de la marca. Sin embargo, su precio es muy cercano al del Polo, por lo que sus ventas han sido por lo general bajas.
Todas las versiones comercializadas son hatchback de tres puertas y cuatro plazas. Se ofrece con dos motores gasolina de cuatro cilindros en línea, un 1.2 litros de 54HP de potencia máxima y un 1.4 litros de 75 CV, y un diésel de tres cilindros en línea, 1.4 litros de cilindrada y 70 CV de potencia máxima, con turbocompresor de geometría fija, intercooler e inyección directa con alimentación por inyector-bomba.

### Controversia

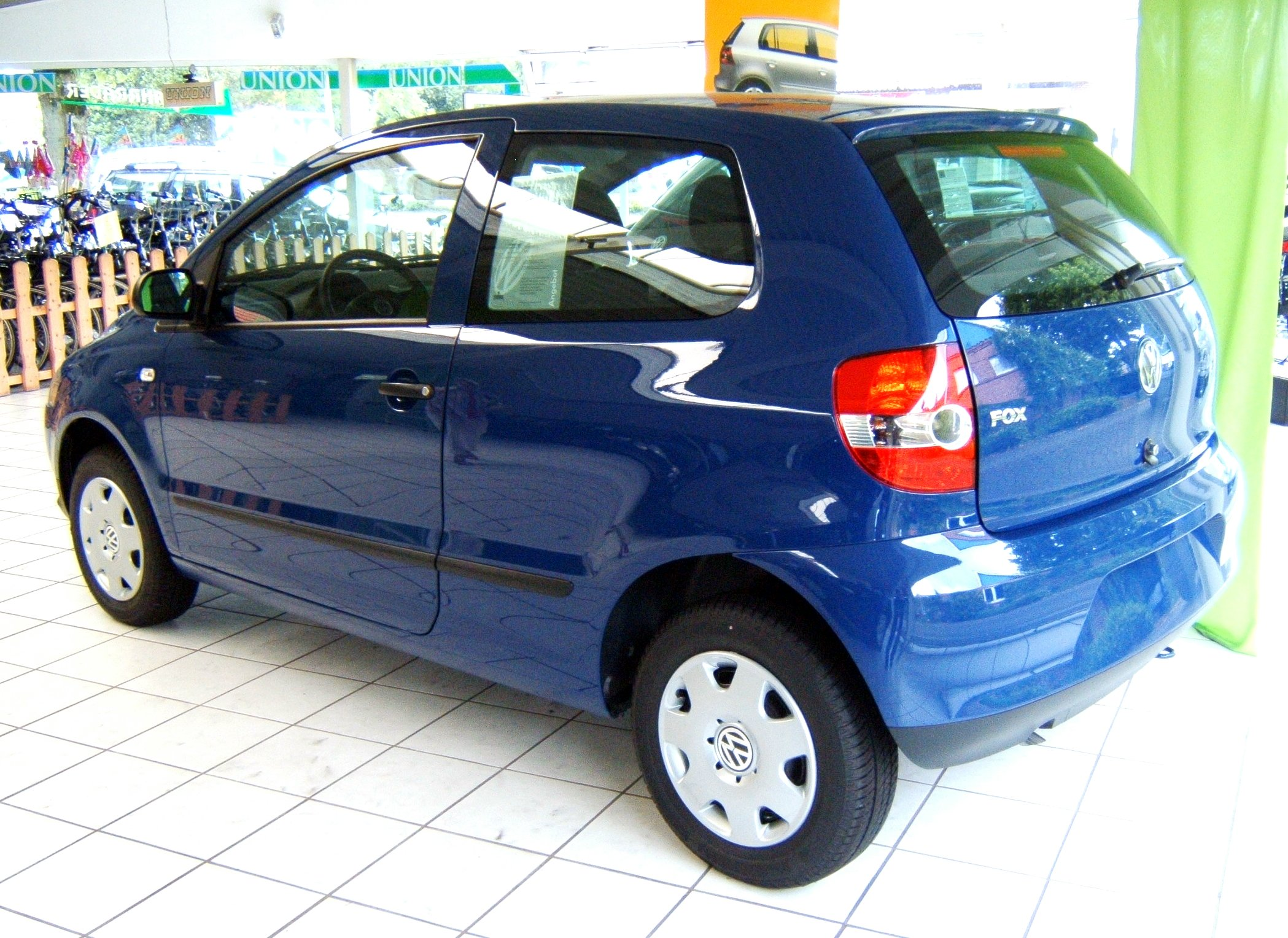
Fox 1.2/1.4 (Alemania).

Al contrario que las versiones hispanoamericanas, todas las europeas poseen dos airbags y sistema antibloqueo de frenos de serie; en las pruebas de seguridad de EuroNCAP recibió cuatro estrellas de cinco, situación que ha generado polémica, ya que se le acusa a Volkswagen de discriminación de mercados.
No obstante, la diferencia con respecto al equipamiento de serie entre modelos de ambos mercados es bastante acusada, en donde los sistemas de seguridad activa y pasiva juegan un papel importante en los costes de producción, afectando directamente el precio objetivo para el mercado donde se vaya a comercializar la versión.
En el caso de Hispanoamérica, cualquier versión con equipamiento equivalente al europeo sería bastante más caro si fuese equipado de serie con estos sistemas, lo que ocasionaría un desfase de precios dentro de su segmento de mercado y además con respecto al resto de la gama de modelos comercializados, que lo haría comercialmente inviable y poco competitivo en consecuencia.
Lo mismo ocurre con otros mercados tales como India, África, etc. En donde los precios obligan a prescindir de opciones tecnológicamente caras de pre-equipar y en consecuencia, de mantener por el cliente final en dichos mercados. Todo esto sin mencionar que los estándares de seguridad y normas de circulación varían mucho de un mercado a otro, especialmente en el apartado de emisiones.
Problemas de calidad (estabilidad, calidad de encastres, ensamblados, etc), como se manifiestan en foros y diferencias de calidad entre unidades producidas para el mercado europeo y el sudamericano (que no le interesa la calidad y la seguridad) han puesto en controversia a este producto regional como a su derivado Suran.

### Datos técnicos
| Periodo                        | 2005-2011             | 2005-2011             | 2005-2011                                               |           |           |           |           |           |           |           |           |           |
| Identificación del motor       | BMD/CHFB              | BKR                   | BNM                                                     |           |           |           |           |           |           |           |           |           |
| Tipo de motor                  | L3 6v                 | L4 8v                 | L3 8v, diésel, inyección directa, inyector-bomba, turbo |           |           |           |           |           |           |           |           |           |
| Diámetro x carrera             | 76.5 mm x 86.9 mm     | 76.5 mm x 75.6 mm     | 79.5 mm x 95.5 mm                                       |           |           |           |           |           |           |           |           |           |
| Cilindrada                     | 1198 cm³              | 1390 cm³              | 1422 cm³                                                |           |           |           |           |           |           |           |           |           |
| Relación de compresión         | 10.3: 1               | 10.5: 1               | 19.5: 1                                                 |           |           |           |           |           |           |           |           |           |
| Potencia máxima: CV (kW) @ rpm | 54 CV (40 kW) @ 4750  | 75 CV (55 kW) @ 5000  | 70 CV (51 kW) @ 4000                                    |           |           |           |           |           |           |           |           |           |
| Par máximo: Nm @ rpm           | 108 Nm @ 3000         | 124 Nm @ 2750         | 155 Nm @ 1600-2800                                      |           |           |           |           |           |           |           |           |           |
| Tracción                       | Delantera             | Delantera             | Delantera                                               | Delantera | Delantera | Delantera | Delantera | Delantera | Delantera | Delantera | Delantera | Delantera |
| Transmisión                    | Manual, 5 velocidades | Manual, 5 velocidades | Manual, 5 velocidades                                   |           |           |           |           |           |           |           |           |           |
| Peso                           | 978 kg                | 1018 kg               | 1087 kg                                                 |           |           |           |           |           |           |           |           |           |
| Aceleración (0-100 km/h)       | 17.5 s                | 13.0 s                | 14.7 s                                                  |           |           |           |           |           |           |           |           |           |
| Velocidad máxima               | 148 km/h              | 167 km/h              | 161 km/h                                                |           |           |           |           |           |           |           |           |           |
| Consumo combinado (L/100 km)   | 5.9                   | 6.7                   | 4.9                                                     |           |           |           |           |           |           |           |           |           |

## El Fox en África

### Sudáfrica
En Sudáfrica, el nombre de Fox se ha usado para un modelo basado en la primera generación del Volkswagen Jetta. Esto se vendió junto al Volkswagen Golf I, basado en la primera generación del Volkswagen Golf. 